# 韦尔农 (阿尔代什省)
韦尔农（法語：Vernon，法語發音：[vɛʁnɔ̃]）是法国阿尔代什省的一个市镇，属于拉让蒂耶尔区。

## 地理
韦尔农（44°30'27"N, 4°13'31"E）面积3.71 平方千米，位于法国奥弗涅-罗讷-阿尔卑斯大区阿尔代什省，该省份为法国东南部内陆省份，北起顺时针与卢瓦尔省、伊泽尔省、德龙省、沃克吕兹省、加尔省、洛泽尔省和上盧瓦爾省接壤。
与韦尔农接壤的市镇（或旧市镇、城区）包括：茹瓦约斯、里布、罗西耶尔、萨尼亚克。

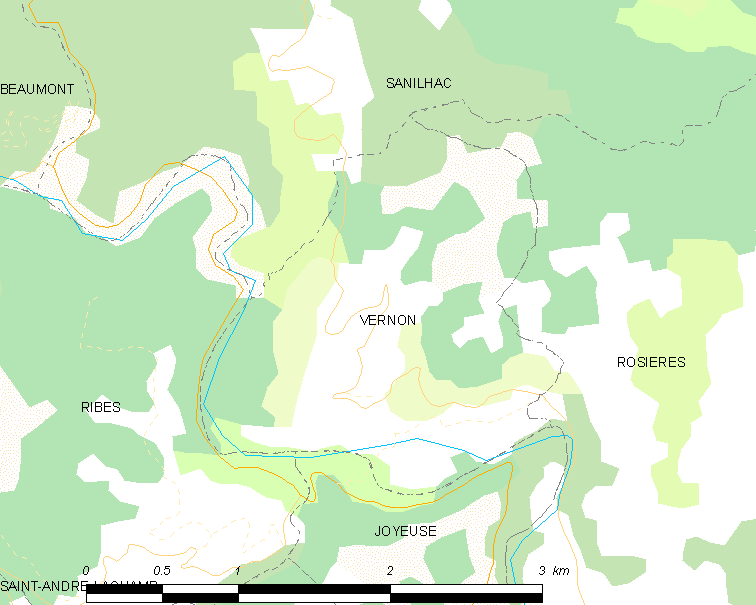
的OSM定位图

韦尔农的时区为UTC+01:00、UTC+02:00（夏令时）。

## 行政
韦尔农的邮政编码为07260，INSEE市镇编码为07336。

## 政治
韦尔农所属的省级选区为阿尔代什塞文县。

## 人口

1962-2008年间人口变化图示

韦尔农于2022年1月1日时的人口数量为223人。